# ボールトンポール オーヴァーストランド
ボールトンポール オーヴァーストランド（Boulton Paul Overstrand）は第一次世界大戦と第二次世界大戦の間にイギリス空軍で利用された双発爆撃機である。製造はボールトンポール社で、同社製のサイドストランド爆撃機の後継機として開発された。複葉の双発機ながら、密閉式の風防とイギリス空軍初の動力式銃座を装備していた。初飛行は1933年で、その後少数機が部隊に配属された。1938年にはブレニム爆撃機と交替して第一線を退き、練習部隊等で1942年頃まで使用された。

## スペック
- 全長：14.02 m
- 全幅：21.92 m
- 全高：4.73 m
- 全備重量：3,211 kg
- エンジン：ブリストル ペガサス IM3 空冷星型9気筒 580hp×2
- 最大速度：240 km/h
- 実用上限高度：6,800 m
- 航続距離：872 km
- 武装
  - 爆弾 680 kg
  - 7.7mm機関銃×3
- 乗員 3~4名